# Shahrestān-e Sāveh
Shahrestān-e Sāveh (persiska: شهرستان ساوه, ساوه) är en delprovins (shahrestan) i Iran.   Den ligger i provinsen Markazi, i den nordvästra delen av landet, 150 km sydväst om huvudstaden Teheran.
Delprovinsen hade 283 538 invånare 2016.